# استرلینگ‌شر
استرلینگ‌شر (گیلی اسکاتلندی: Siorrachd Sruighlea) یکی از شایرهای اسکاتلند است که مرکز آن شهر استیرلینگ است. این منطقه در شمال با پرتشر، در شرق با کلاکماننشر و لوتیان غربی و در جنوب شرقی و جنوب غربی با دانبارتونشایر هم‌مرز است.